# 악마의 사전
《악마의 사전》(The Devil's Dictionary)는 미국의 신문기자이자 작가인 앰브로즈 비어스가 1905년에 펴낸 논픽션이다. 그가 다년간 잡지에 발표한 것을 모아 1906년 《냉소파 사전》(冷笑派辭典, The Cynic's Word Book)이라는 제목으로 간행하였으나, 1911년 증보하여 《악마의 사전》이라고 개제하여 출판하였다.
단어들을 기존 사전의 내용과는 다르게 비꼬고, 풍자하여 유머러스하게 설명하는 것이 특징이다. 한국에서는 이에 영향을 받은 학생 3명이 《학교대사전》이라는 유사한 특징을 가진 서적을 2005년 출판한 바 있다.